# Turecká (szczyt)
Turecká (953 m n.p.m.) - szczyt w Karpatach Zachodnich, w południowo-wschodniej Słowacji.

## Położenie
Według polskiej regionalizacji Jerzego Kondrackiego leży w Rudawach Gemerskich. Według podziałów słowackich należy do Pogórza Rewuckiego, stanowiąc najbardziej na wschód wysunięty jego masyw. Od wschodu i północy ogranicza go dolina rzeki Slaná, zaś od południa dopływ tej rzeki, Hronský potok. Stanowi najwyższy (i najbardziej wysunięty na wschód) szczyt niewielkiej grupy górskiej, rozciągającej się między dolinami rzek Slaná na wschodzie i Štítnik na zachodzie, w literaturze słowackiej również występującej pod zbiorczą nazwą „Turecká”.
Wznosi się w powiecie Rożniawa w kraju koszyckim. Jego stoki leżą w granicach administracyjnych miejscowości: Betliar, Gemerská Poloma i Rudná.

## Turystyka
Przez szczyt (a następnie wzdłuż grzbietu całej wspomnianej wyżej grupy górskiej ze wschodu na zachód) biegnie zielono   znakowany szlak turystyczny z Rożniawy na przełęcz Filipka (540 m n.p.m.). Nosi on imię Pavla Jozefa Šafárika (słow. Chodník Pavla Jozefa Šafárika), wybitnego XIX-wiecznego historyka, slawisty i poety, urodzonego w niedaleko położonej wsi Kobeliarovo.
Na szczycie wznosi się wysoka na 15 m stalowa wieża widokowa, oddana do użytku 7 sierpnia 2012 r. Roztaczająca się z niej szeroka panorama obejmuje, obok innych grup górskich Słowackich Rudaw, m.in. Niżne Tatry (Kráľova hoľa) i Wysokie Tatry od Kieżmarskiego Szczytu po Krywań.